# Copa Profesional de Microfútbol 2012 (Colombia)
La Copa Postobon de Microfútbol 2012 fue la cuarta edición de la Copa Profesional de Microfútbol. Comenzó a disputarse el 3 de mayo. Como principales novedades tiene la ampliación del número de equipos pasando de 18 a 20 equipos. Saeta FSC cambió su nombre a Saeta Chocolates Felicci. Independiente Santander se trasladó a barrancabermeja cambiando su nombre a Barrancabermeja CF

## Sistema de juego[1]
En la primera fase se jugará en 18 fechas bajo el sistema de todos contra todos divididos en dos grupos de 10 equipos cada uno. Los dos primeros de cada grupo y los cuatro mejores de la tabla general (reclasificación) avanzaran a la segunda fase o de confrontación directa jugando partidos de ida y vuelta cerrando de local los 4 mejores equipos. Las llaves en la segunda fase se conformarán así:
- Segunda fase

Llave 1: (Mejor primero) vs. (8° Reclasificación)
 Llave 2: (2° Mejor primero) vs. (7° Reclasificación)
Llave 3: (Mejor segundo) vs. (6° Reclasificación)
Llave 4: (2° Mejor segundo) vs. (5° Reclasificación)
- Semifinales

Los ganadores de cada llave accederán a la semifinal de la siguiente manera:
(F1) Ganador Llave 1 vs. Ganador Llave 3
(F1) Ganador Llave 2 vs. Ganador Llave 4
- Final

Como resultado quedarán dos equipos que disputarán la final de la IV Copa Postobon de Microfútbol.
Nueva norma:

Los dos equipos que ocupen los últimos lugares de la tabla general tendrán año sabático obligatorio estos no participarán en la edición del 2013 pero podrán ingresar en el 2014 o cuando lo deseen.
En caso de haber empate en puntos dentro de la tabla de posiciones de la fase todos contra todos, se definirá el orden de clasificación teniendo en cuenta los siguientes criterios, en orden de preferencia:
1. Mayor diferencia de goles.
2. Mayor número de goles a favor.
3. Mayor número de goles a favor como visitante.
4. Menor número de goles en su contra como visitante.
5. Por sorteo

## Datos de los clubes
| Equipo                  | Entrenador | Departamento       | Ciudad          | Coliseo                    | Aforo  |
| ----------------------- | ---------- | ------------------ | --------------- | -------------------------- | ------ |
| Atlético Villavicencio  |            | Meta               | Villavicencio   | Álvaro Mesa Amaya          | 4.500  |
| Barrancabermeja CF      |            | Santander          | Barrancabermeja | Luis F. Castellanos        | [ 3 ]  |
| Bello Independiente     |            | Antioquia          | Bello           | Polideportivo Tulio Ospina | 6.500  |
| Bello Innovar 80        |            | Antioquia          | Bello           | Polideportivo Tulio Ospina | 6.500  |
| Saeta Ch. Felicci       |            | Bogotá             | Bogotá          | Cayetano Cañizares         | 4.000  |
| Bucaramanga FSC         |            | Santander          | Bucaramanga     | Bicentenario               | 7.280  |
| Caciques del Quindío    |            | Quindío            | Calarcá         | Coliseo del Sur            | 5.000  |
| Chiquinquirá Esmeraldas |            | Boyacá             | Chiquinquirá    | Coliseo IMDECUR            | 1.100  |
| La Noria FSC            |            | Cundinamarca       | Fusagasugá      | Coliseo Municipal          |        |
| Leones de Nariño        |            | Nariño             | Pasto           | Sergio Antonio Ruano       | 3.500  |
| Motilones FDS           |            | Norte de Santander | Cúcuta          | Toto Hernández             | 7.000  |
| Pereira FS              |            | Risaralda          | Pereira         | Rafael Cuartas             | [ 10 ] |
| Potros de Casanare      |            | Casanare           | Yopal           | Coliseo 20 de Julio        |        |
| P&Z Bogotá              |            | Bogotá             | Bogotá          | Cayetano Cañizares         | 4.000  |
| Real Cafetero           |            | Quindío            | Armenia         | Coliseo del Café           | 9.000  |
| Real Caldas FS          |            | Caldas             | Manizales       | Ramón Marín Vargas         | 1.700  |
| Real Opita              |            | Huila              | Neiva           | Álvaro Sánchez Silva       | 8.000  |
| Rinocerontes FSC        |            | Bolívar            | Cartagena       | Northon Madrid             | 1.500  |
| Tiburones FSC           |            | Atlántico          | Barranquilla    | Elías Chegwin              | 5.000  |
| Tolima FSC              |            | Tolima             | Ibagué          | Enrique Triana Castillo    | 3.000  |